# Christian Estrosi
Christian Paul Gilbert Estrosi (Nizza, 1º luglio 1955) è un ex pilota motociclistico e politico francese, sindaco di Nizza e già deputato, ministro e presidente del Consiglio regionale della Provenza-Alpi-Costa Azzurra.

## Biografia
È nipote di una coppia di emigrati italiani entrambi originari del comune umbro di Umbertide.

### Motociclismo
Estrosi inizia la carriera da pilota motociclistico professionista in ambito nazionale, vincendo quattro volte il campionato motociclistico francese, dal 1975 al 1977 si impone nella classe 750, mentre nel 1979 è campione nazionale della classe 250.
La prima presa di contatto con il motomondiale avviene nella stagione 1975, quando si iscrive al GP di Francia nelle classi 125 e 250, ma non riesce ad ottenere tempi validi per qualificarsi. A partire dal motomondiale 1976 inizia a correre più gare ed anche delle stagioni complete, ma senza ottenere risultati di rilievo, il solo accadimento da segnalare della sua carriera nel motomondiale è la pole position ottenuta al GP di Svezia del 1982. Sempre la stagione 1982 risulta la migliore in termine di punteggio e piazzamento iridato, con i 23 punti che gli valsero l'undicesima piazza nella classifica piloti.
Fuori dal contesto del motomondiale, nel 1976 giunge secondo alla "1000 km del Mugello", gara del campionato Europeo Endurance in coppia con Pentti Korhonen.

### Politica
Christian Estrosi aderisce al partito neo-gollista Raggruppamento per la Repubblica e nel 1983 è eletto consigliere comunale di Nizza e diviene consulente per lo sport del sindaco. 
Nel 1988 è eletto deputato all'Assemblea Nazionale per la circoscrizione elettorale delle Alpi Marittime e sempre riconfermato fino alle sue dimissioni nel 2016. Dal 2005 al 2007 è stato Ministro delegato alla pianificazione regionale durante la presidenza Chirac e dal 2007 al 2008 Segretario di Stato per i territori d'oltremare, con presidente Sarkozy. Dal 23 giugno 2009 al 13 novembre 2010 è ministro dell'Industria.
Alle elezioni regionali del 6 e 13 dicembre 2015 è eletto presidente del Consiglio regionale della Provenza-Alpi-Costa Azzurra sconfiggendo al secondo turno Marion Maréchal-Le Pen, candidata del Fronte Nazionale e lo resta fino al 2017.
Dal 2008 al 2016 è stato sindaco di Nizza. nell'ottobre 2017 lancia un movimento di eletti degli enti locali chiamato La France audacieuse.
Dal 15 maggio 2017 è stato nuovamente eletto sindaco e riconfermato il 3 luglio 2020. Nel 2020 invita il suo partito Les Républicains per le future presidenziali del 2022 a sostenere Macron. La sua posizione non è accettata e nel dicembre 2021 aderisce a Horizons a sostegno di Macron.

## Risultati nel motomondiale
| 1975 | Classe | Moto   |    |  |  |  |  |    |  |  |  |    |  |  |  |  | Punti | Pos. |
| ---- | ------ | ------ | -- |  |  |  |  | -- |  |  |  | -- |  |  |  |  | ----- | ---- |
| 1975 | 125    | Yamaha | NQ |  |  |  |  | NE |  |  |  | NE |  |  |  |  | 0     |      |

| 1975 | Classe | Moto   |    |  |    |  |  |  |  |  |  |  |  |  |  |  | Punti | Pos. |
| ---- | ------ | ------ | -- |  | -- |  |  |  |  |  |  |  |  |  |  |  | ----- | ---- |
| 1975 | 250    | Yamaha | NQ |  | NE |  |  |  |  |  |  |  |  |  |  |  | 0     |      |

| 1976 | Classe | Moto   |     |  |  |    |  |     |  |     |   |     |  |    |  |  | Punti | Pos. |
| ---- | ------ | ------ | --- |  |  | -- |  | --- |  | --- | - | --- |  | -- |  |  | ----- | ---- |
| 1976 | 500    | Suzuki | Rit |  |  | NE |  | Rit |  | Rit | 8 | Rit |  | NE |  |  | 3     | 34º  |

| 1977 | Classe | Moto   |   |    |     |   |    |    |    |     |  |     |     |  |     |  | Punti | Pos. |
| ---- | ------ | ------ | - | -- | --- | - | -- | -- | -- | --- |  | --- | --- |  | --- |  | ----- | ---- |
| 1977 | 500    | Suzuki | 8 | NP | Rit | 8 | NE | 11 | NE | Rit |  | Rit | Rit |  | Rit |  | 6     | 21º  |

| 1978 | Classe | Moto   |  |   |  |   |     |  |  |  |  |  |  |    |    |  | Punti | Pos. |
| ---- | ------ | ------ |  | - |  | - | --- |  |  |  |  |  |  | -- | -- |  | ----- | ---- |
| 1978 | 500    | Suzuki |  | 8 |  | 4 | Rit |  |  |  |  |  |  | NE | NE |  | 11    | 15º  |

| 1979 | Classe | Moto     |   |     |   |     |     |     |   |    |    |   |     |     |     |  | Punti | Pos. |
| ---- | ------ | -------- | - | --- | - | --- | --- | --- | - | -- | -- | - | --- | --- | --- |  | ----- | ---- |
| 1979 | 350    | Kawasaki | 6 | Rit | 5 | Rit | Rit | Rit | - | NE | NE | 6 | Rit | Rit | Rit |  | 16    | 13º  |

| 1979 | Classe | Moto     |     |    |     |     |   |   |   |   |   |     |   |    |     |  | Punti | Pos. |
| ---- | ------ | -------- | --- | -- | --- | --- | - | - | - | - | - | --- | - | -- | --- |  | ----- | ---- |
| 1979 | 250    | Kawasaki | Rit | NE | Rit | Rit | 4 | 7 | - | - | 6 | Rit | 9 | 12 | Rit |  | 19    | 12º  |

| 1980 | Classe | Moto   |   |    |     |    |     |  |  |  |    |  |  |  |  |  | Punti | Pos. |
| ---- | ------ | ------ | - | -- | --- | -- | --- |  |  |  | -- |  |  |  |  |  | ----- | ---- |
| 1980 | 500    | Suzuki | 8 | 16 | Rit | NE | Rit |  |  |  | NE |  |  |  |  |  | 3     | 19º  |

| 1981 | Classe | Moto   |    |    |    |     |     |    |     |     |    |     |     |  |  |    | Punti | Pos. |
| ---- | ------ | ------ | -- | -- | -- | --- | --- | -- | --- | --- | -- | --- | --- |  |  | -- | ----- | ---- |
| 1981 | 500    | Suzuki | NE | 16 | 19 | Rit | Rit | NE | Rit | Rit | 29 | Rit | Rit |  |  | NE | 0     |      |

| 1981 | Classe | Moto            |     |    |    |   |    |   |    |    |   |   |    |     |   |   | Punti | Pos. |
| ---- | ------ | --------------- | --- | -- | -- | - | -- | - | -- | -- | - | - | -- | --- | - | - | ----- | ---- |
| 1981 | 250    | Yamaha e Pernod | Rit | NE | 12 | 9 | 10 | - | NE | 18 | - | 7 | 11 | Rit | 6 | - | 12    | 17º  |

| 1982 | Classe | Moto   |    |    |    |   |   |    |   |   |   |   |   |   |   |   | Punti | Pos. |
| ---- | ------ | ------ | -- | -- | -- | - | - | -- | - | - | - | - | - | - | - | - | ----- | ---- |
| 1982 | 250    | Pernod | NE | NE | 13 | - | 5 | 18 | - | - | 9 | 5 | - | 7 | - | 6 | 23    | 11º  |

| 1983 | Classe | Moto   |    |    |     |     |   |    |   |   |    |   |   |    |  |  | Punti | Pos. |
| ---- | ------ | ------ | -- | -- | --- | --- | - | -- | - | - | -- | - | - | -- |  |  | ----- | ---- |
| 1983 | 250    | Pernod | 17 | 17 | Rit | Rit | - | 16 | - | 8 | 12 | - | - | NE |  |  | 3     | 25º  |

| Legenda | 1º posto        | 2º posto            | 3º posto            | A punti      | Senza punti        | Grassetto – Pole position Corsivo – Giro più veloce |
| Legenda | Gara non valida | Non qual./Non part. | Ritirato/Non class. | Squalificato | '-' Dato non disp. | Grassetto – Pole position Corsivo – Giro più veloce |